# Heinz Kwiatkowski
Heinrich Kwiatkowski detto Heinz (Gelsenkirchen, 16 luglio 1926 – Dortmund, 23 maggio 2008) è stato un allenatore di calcio e calciatore tedesco di ruolo portiere, campione del mondo nel 1954 con la Nazionale tedesca occidentale.

## Carriera

### Club
Kwiatkowski iniziò a giocare nel 1947 con la squadra della sua città natale, lo Schalke 04 per poi passare al Rot-Weiss Essen nel 1950.
Nel 1952 si trasferì al Borussia Dortmund, con cui vinse un campionato tedesco occidentale e una Coppa di Germania e dove concluse la carriera nel 1966.
Fu anche allenatore del Borussia Dortmund per un breve periodo mentre ancora era attivo come giocatore, da maggio a giugno 1964, al posto di Hermann Eppenhoff.

### Nazionale
Kwiatkowski conta 4 presenze con la Nazionale tedesca occidentale.
Fece parte della selezione che vinse i Mondiali nel 1954, competizione nella quale esordì in Nazionale il 20 giugno 1954 contro l'Ungheria (3-8).
Fu convocato anche per i Mondiali 1958, dove la Germania Ovest arrivò al quarto posto, dove gioco la finale per il terzo posto persa per 3-6 contro la Francia.

## Palmarès

### Club
- Campionato tedesco occidentale: 3

Borussia Dortmund: 1955-1956, 1956-1957, 1962-1963
- Coppa di Germania: 1

Borussia Dortmund: 1964-1965

### Nazionale
- Campionato mondiale: 1

Svizzera 1954